# Antocha (Antocha) decussata
Antocha (Antocha) decussata is een tweevleugelige uit de familie steltmuggen (Limoniidae). De soort komt voor in het Oriëntaals gebied.